# Vadocondes
Vadocondes es un municipio y localidad española de la provincia de Burgos, en la comunidad autónoma de Castilla y León, comarca de La Ribera, partido judicial de Aranda.

## Geografía
Integrado en la comarca de Ribera del Duero, se sitúa a 99 kilómetros de la capital provincial. El término municipal está atravesado por la carretera nacional N-122, entre los pK 257 y 261, por la carretera provincial BU-930, que conecta con Santa Cruz de la Salceda y San Juan del Monte, y por una carretera local que permite la comunicación con Zazuar. El relieve del municipio es predominantemente llano, al encontrarse en pleno valle del Duero, río que cruza el territorio de este a oeste. La altitud oscila entre los 930 metros en el extremo sureste y los 800 metros a orillas del río, al oeste. El pueblo se alza a 817 metros sobre el nivel del mar.
| Noroeste: Aranda de Duero          | Norte: Zazuar                 | Noreste: Zazuar                        |
| Oeste: Fresnillo de las Dueñas     |                               | Este: La Vid y Barrios                 |
| Suroeste: Santa Cruz de la Salceda | Sur: Santa Cruz de la Salceda | Sureste: Castillejo de Robledo (Soria) |

## Historia
Aunque en el término de Vadocondes se han hallado cuevas posiblemente pobladas en el Paleolítico y en el Neolítico, las primeras noticias de poblamiento datan del siglo VII antes de Cristo, cuando se producen las primeras migraciones célticas, siendo posterior la habitación de los arévacos; la toponimia de la zona, de raíz arévaca, así lo atestigua. La civilización romana también estuvo presente en la zona y en ella se conservan restos de interés arqueológico. Pero, aparte de estos vestigios, sus orígenes en la historia surgen a partir de la repoblación de estas tierras desde el siglo IX al XI, sufriendo las penalidades fronterizas, sobre todo en los días terribles de Abderramán III y de Almanzor.
La localidad de Vadocondes se halla situada y toma su propio nombre de un famoso y célebre vado sobre el Duero, secularmente utilizado por toda clase de viajeros, y también por todos los ejércitos que por estas tierras han transitado. Este vado es, quizá, el elemento más definitorio de su pasado histórico. Desde los días de la repoblación cristiana, Vadocondes pasó a depender de la jurisdicción abacial del Monasterio de Santo Domingo de Silos. Señorío que sólo terminaría cuando el rey Fernando IV concedió a Vadocondes privilegio de villazgo con exención de la jurisdicción silense, con fecha de 30 de agosto de 1316.
Desde esa fecha hasta el fin de Antiguo Régimen, Vadocondes fue villa de realengo y dueña de su propia administración, sin apenas novedad digna de mención en su tranquilo devenir histórico, sólo alterado entre 1808 y 1813 por la ocupación francesa y la resistencia contra el invasor durante las guerras civiles entre liberales y carlistas, debido al paso de los ejércitos por su famoso vado. Su localización en una zona mixta de la sierra y ribera propició una economía agraria rica en el cultivo de secano con predominio de los cereales: trigo, cebada, centeno, legumbres..., pero también de regadío, siendo la remolacha el producto más abundante. Todos estos cultivos eran la base de su alimentación y moneda de pago de impuestos que, por un lado iban a parar a los monjes de Silos, y por otro a la iglesia mediante las primicias, el voto de Santiago y otras cargas. 
Así se describe a Vadocondes en el tomo XV del Diccionario geográfico-estadístico-histórico de España y sus posesiones de Ultramar, obra impulsada por Pascual Madoz a mediados del siglo XIX:

Villa con ayuntamiento en la provincia, audiencia territorial, capitanía general de Burgos (14 leguas), partido judicial de Aranda de Duero (2 ½), diócesis de Osma; Situada en terreno llano, con buena ventilación y clima frío, pero saludable; las enfermedades comunes, son fiebres intermitentes y pulmonías. Tiene esta población dos entradas formando arcos; el uno llamado Puerta nueva, es obra moderna, construida en el reinado y a expensas del Señor Don Carlos III, y contiene el escudo de armas de esta villa, y en cuyo sitio comienza el dique que contiene las aguas del Duero; el otro llamado arco de Burgos, es antiguo, pero se encuentra en buen estado. Hay 154 casas, la consistorial, escuela de instrucción primaria, concurrida por 80 alumnos, otra de igual clase para niñas; 2 ermitas dedicadas a San Sebastián, y al Santo Cristo del Humilladero, una iglesia parroquial (la Asunción de Nuestra Señora) servida por un cura párroco y sacristán. Término: confina N Zazuar; E La Vid; S Santa Cruz de la Salceda, y O Fresnillo de las Dueñas; en él se encuentra otra ermita titulada de los Santos Comes y Damián. Terreno: participa de monte y llano; le baña el río Duero con un magnífico puente de 4 arcos. Además de los caminos locales, cruzan el territorio 2 que dirigen a Aragón y a Valladolid, y se hallan en mal estado. El correo se recibe de Aranda de Duero por valija los miércoles y domingos, y se despacha los martes y viernes. Producciones: cereales, legumbres y vino; cría ganado de todas especies, caza de liebres y conejos, y pesca de barbos. Población: 119 vecinos, 483 almas. Capital productivo: 2.442.500 reales. Imponible: 204.717. Contribución: 33.574 reales 30 maravedíes.
Diccionario geográfico-estadístico-histórico de España y sus posesiones de Ultramar

Vadocondes cuenta con un conjunto urbano muy importante centrado en su perímetro amurallado, rollo de justicia, ayuntamiento e iglesia parroquial dedicada a Nuestra Señora de la Asunción y que es conjunto monumental en el año 1960.
En el aspecto demográfico, Vadocondes se caracteriza por un alto índice de despoblación como consecuencia directa del papel subordinado y dependiente que han jugado, sobre todo a partir de la posguerra, al convertirse en una mera reserva de mano de obra industrial que emigró a las ciudades. Dentro de este ámbito, Vadocondes está adscrito a los espacios demográficos estancados, tal y como lo demuestran las estadísticas.

### Edad Contemporánea
En 1895 se abrió al tráfico la línea Valladolid-Ariza, que permitió la conexión de la población con el resto de la red ferroviaria española. El municipio contaba con una estación de ferrocarril propia, que disponía de instalaciones para pasajeros y mercancías. La línea fue cerrada al tráfico de pasajeros en 1985 por ser considerada deficitaria.

## Demografía
Vadocondes cuenta con una población de 363 habitantes (INE 2024).
| Gráfica de evolución demográfica de Vadocondes entre 1842 y 2021                                                      |
| |
| Población de derecho según los censos de población del INE. Población de hecho según los censos de población del INE. |

## Cultura

### Patrimonio

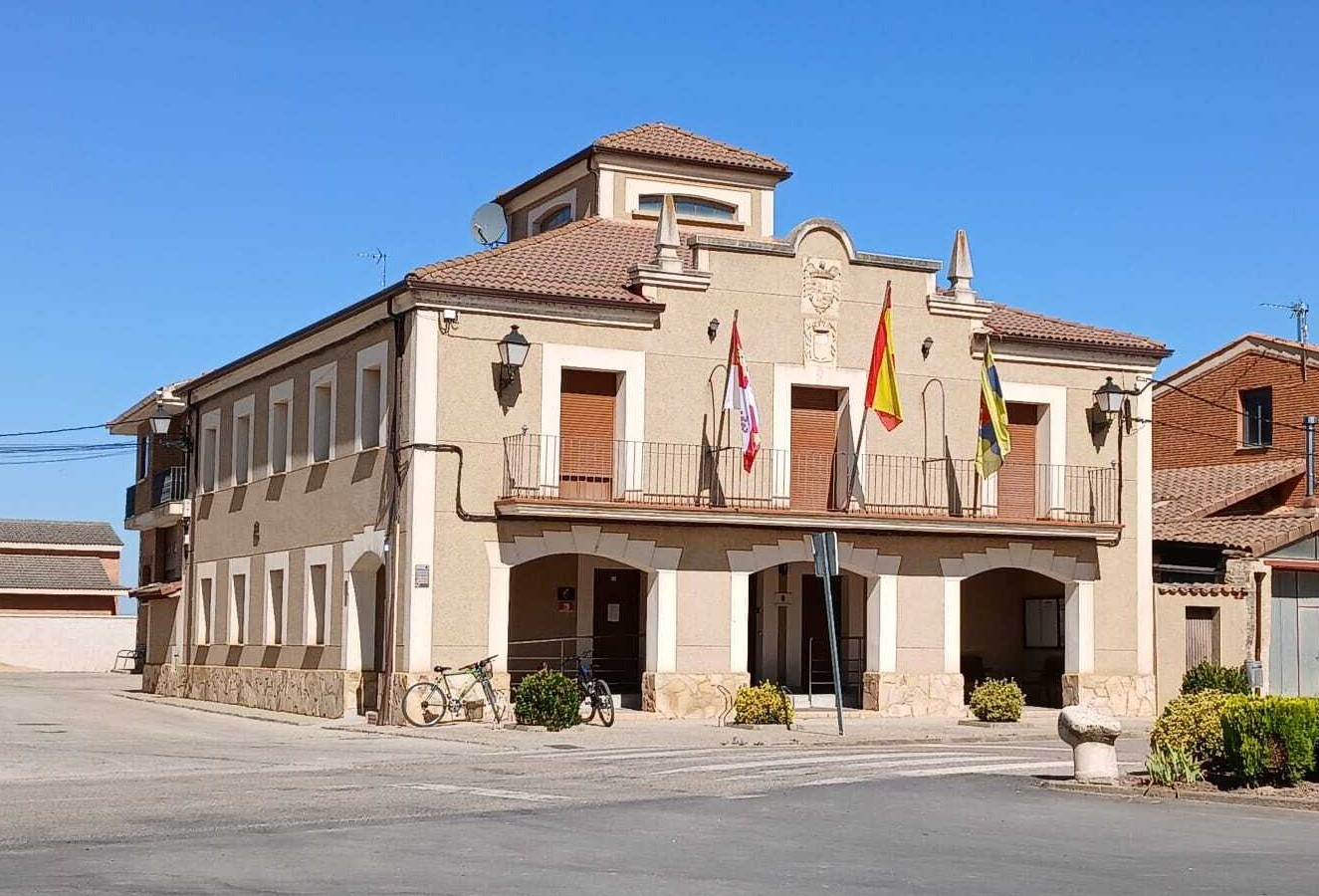
Casa consistorial

Toda la villa fue declarada Bien de Interés Cultural en la categoría de Conjunto Histórico el 29 de julio de 2008.
Puentes
En esta localidad de localizan dos puentes sobre el río Duero:
- Puente de Vadocondes (siglo XVIII)
- Puente de Vadocondes (siglo XIX)

### Fiestas
- Semana Santa: Fiesta de los Quintos
- 14 de agosto: Fiesta de las Peñas
- 15 y 16 de agosto: Nuestra señora de la Asunción
- Último fin de semana de septiembre: fiestas patronales (San Cosme y San Damián)

### Cine
La película documental Desde que el mundo es mundo del cineasta austriaco Günter Schwaiger narra la vida durante un año de una familia de labradores vadocondinos, la de Gonzalo Martínez.